# Pedro Ignacio de Castro Barros

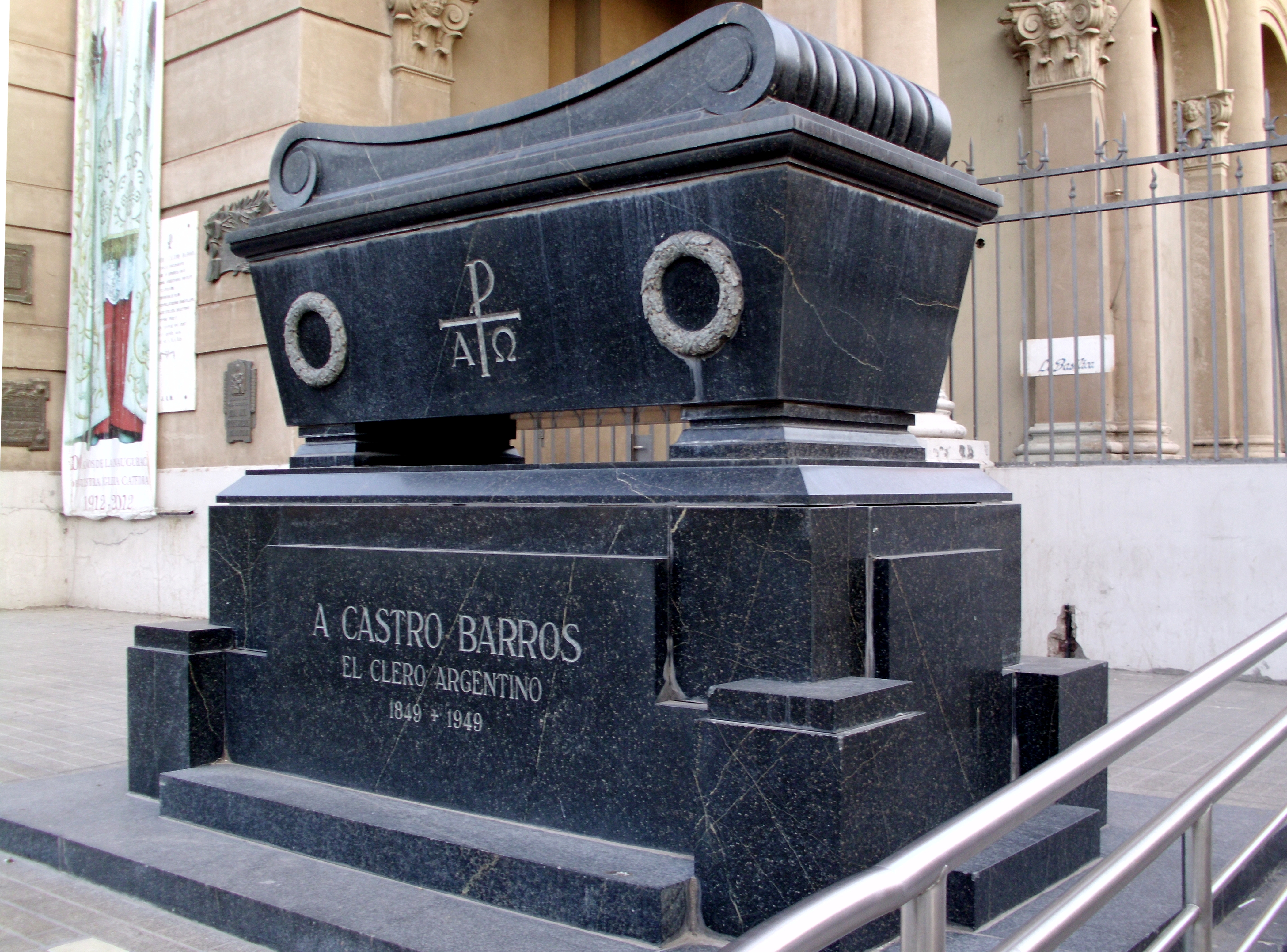
Sepulcro en La Rioja.

Pedro Ignacio de Castro Barros (Chuquis, Virreinato del Río de la Plata, 31 de julio de 1777 - Santiago de Chile, 17 de abril de 1849) fue un sacerdote católico y político argentino, miembro de la Asamblea del Año XIII y del Congreso de Tucumán, que declaró la Independencia de las Provincias Unidas del Río de la Plata el 9 de julio de 1816.

## Datos biográficos
Nació en Chuquis, un pueblito del entonces llamado departamento de la Costa de Arauco, en el norte de la actual provincia de La Rioja, actualmente en el departamento que lleva su apellido, Castro Barros.
Estudió en Santiago del Estero y Córdoba, graduándose de doctor en teología en 1800, y ordenándose sacerdote a fines de ese año. Ejerció como profesor en la Universidad de Córdoba.
Regresó en 1804 a La Rioja, donde fundó una escuela y un colegio. De vuelta en Córdoba, obtuvo una cátedra de filosofía en la Universidad. En 1810, el obispo Rodrigo de Orellana lo nombró párroco de la iglesia matriz de La Rioja. Allí construyó en tres años la nueva iglesia, actual catedral.

## La Asamblea y el Congreso
Partidario decidido de la Revolución de Mayo, fue nombrado diputado a la Asamblea Constituyente del Año XIII. Fue partidario de la libertad de vientres. Fracasó en su intento de forzar la sanción de una constitución.
Fue enviado por la Asamblea a una gira por las provincias, para infundir ánimo revolucionario a un país que ya empezaba a cansarse de los sacrificios, y de la política centralista del gobierno de Buenos Aires; recorrió 400 leguas a caballo, sin resultado visible.
Fue elegido también diputado al Congreso de Tucumán, poco después de que La Rioja se separara de Córdoba, provincia a la que hasta entonces pertenecía. Cuando el partido de los Villafañe y Ocampo derrocó al gobernador unitario, pidió al Congreso la intervención de su provincia, que por esa iniciativa volvió a la obediencia al gobierno central.
Le tocó presidir el Congreso en mayo de 1816. Dos meses más tarde firmó el Acta de la Independencia, y el Congreso lo envió como diputado ante el general Güemes, para convencerlo de que se opusiera a la candidatura del coronel José Moldes para el directorio. Fue partidario de una constitución monárquica, pero se convenció de postergar la decisión, ante el argumento de Fray Justo Santa María de Oro, de que primero había que consultar a las provincias.
Pasó a Buenos Aires, como asesor económico del gobierno de Juan Martín de Pueyrredón.

## Actuaciones posteriores
Escribió algunos tratados sobre política e iglesia, y fue nombrado vicario de San Juan, y luego canónigo de la catedral de Salta. En camino hacia esta ciudad, fue apresado por una partida federal del gobernador de Santa Fe, Estanislao López, y tomado prisionero. Se fugó a través del Chaco y consiguió llegar a Salta. Pero debió huir por los enfrentamientos entre partidarios y opositores de Güemes. Regresó a San Juan pero también debió escapar unos meses más tarde, por su oposición a la política liberal de Salvador María del Carril.
De modo que se instaló en La Rioja. Fundó allí una escuela, y la dirigió hasta que fue nombrado rector de la Universidad de Córdoba, en 1821. Fue legislador provincial en esa ciudad, y daba clases en el actual Colegio Nacional de Monserrat, sin dejar de dirigir la Universidad.
Se opuso a la llamada "Reforma eclesiástica de Rivadavia", que interpretaba como era una forma encubierta de apoderarse de los bienes de la Iglesia. Dirigió un periódico, El Observador Eclesiástico, desde donde atacó a Bernardino Rivadavia y sus aliados.
Recorrió la nueva diócesis de Cuyo, ayudando al obispo a establecer su organización. Tuvo una gran influencia sobre Facundo Quiroga, y fue tal vez quien más influyó para que éste declarara la guerra a muerte contra el partido "impío" de Rivadavia.
Cuando José María Paz ocupó el gobierno de la provincia de Córdoba, se pronunció en su favor (lo que lo alejaba de Quiroga). Por consejo de Paz fue nombrado vicario de la diócesis de Córdoba por la legislatura.
Vencida la Liga Unitaria del Interior fue llevado prisionero a Santa Fe. El gobernador López le permitió moverse con libertad, e incluso predicar en un templo frente a todo el gobierno. Desde allí atacó el sistema federal, por lo que el caudillo le dio tres horas para que se embarcara hacia Buenos Aires. Al llegar a destino, el gobierno lo confinó en un barco por varios meses (evidentemente, la prudencia no era su fuerte).
Por mediación de Tomás Manuel de Anchorena se le permitió finalmente bajar a tierra, pero en 1833 se trasladó al Uruguay. En 1841 pasó a Chile, donde dio clases en la Universidad de San Felipe hasta poco antes de su muerte.